# Jurijs Ševļakovs
Jurijs Ševļakovs (ur. 24 stycznia 1959 w Moskwie) – łotewski piłkarz występujący na pozycji obrońcy.

## Kariera klubowa
Ševļakovs karierę rozpoczynał w CSKA Moskwa, gdzie występował w drużynach juniorskich, a także rezerwach. W 1981 roku został graczem trzecioligowego Cemientu Noworosyjsk. W 1982 roku przeszedł do drugoligowej Daugavy Ryga. W 1989 roku spadł z nią do trzeciej ligi. W 1991 roku wyjechał do Finlandii, by występować w tamtejszym FC Ilves. Spędził tam sezony 1991 oraz 1993, a w sezonie 1992 grał w drużynie VanPa-70.
W 1994 roku Ševļakovs przeszedł do łotewskiego Skonto. Przed zakończeniem kariery w 1997 roku, zdobył z nim cztery mistrzostwa Łotwy (1994, 1995, 1996, 1997) oraz dwa Puchary Łotwy (1995, 1997).

## Kariera reprezentacyjna
W reprezentacji Łotwy Ševļakovs zadebiutował 12 sierpnia 1992 w przegranym 1:2 meczu eliminacji Mistrzostw Świata 1994 z Litwą. 30 kwietnia 1997 w wygranym 2:0 pojedynku eliminacji Mistrzostw Świata 1998 z Białorusi strzelił dwa gole, które jednocześnie były jego jedynymi w kadrze.
W latach 1992–1997 w drużynie narodowej Ševļakovs rozegrał 44 spotkania i zdobył 2 bramki.